# Duhmgambiet
Het Duhmgambiet is in de opening van een schaakpartij een variant in de Franse opening en het begint met de volgende openingszetten: 1.e4 e6 2.d4 d5 3.c4 de
Eoc-code C 00
Deze variant is ingedeeld bij de halfopen spelen.

## In de Caro Kann opening

### Uitleg
Het Duhmgambiet komt ook voor in de schaakopening Caro-Kann. In plaats van 1...e6 speelt zwart 1...c6, de beginzetten zijn dus: 1.e4 c6 2.d4 d5 3.c4 de
Eco-code B 12
Dit gambiet is ingedeeld bij de halfopen spelen.